# Liu Honglin
Liu Honglin, född 13 oktober 1976, är en friidrottare från Kina. Han deltog vid olympiska sommarspelen 2000.